# Ilha Pelee
A ilha Pelee é uma ilha no sul do Ontário, no Canadá, situada no lago Erie. A Ilha Pelee é a maior ilha do Lago Erie e contém a localidade mais a sul do Canadá. Uma placa histórica do Ontário foi erguida pela província para comemorar o desenvolvimento do papel da ilha Pelee no património do Ontário. A vizinha ilha Middle, um pouco a sul, é o ponto mais a sul do Canadá. Pelee tem cerca de 235 habitantes. 
Devido à sua localização a sul e ao efeito moderador do Lago Erie, tem um clima ligeiramente mais suave do que as áreas interiores. O seu clima é um dos mais suaves do Canadá, e a ilha tem sido há muito utilizada para vinhas e atividades vinícolas. A indústria vitivinícola foi iniciada aqui em 1860 e terminou no início do século XX, mas foi reiniciada na década de 1980 pela Adega da Ilha de Pelee. A ilha é uma comunidade de base agrícola que cultiva cerca de 2000 hectares de soja, cerca de 400 hectares de trigo, 200 hectares de uvas e alguns hectares de milho.
A ilha Pelee faz parte de uma importante via aérea para aves migratórias entre o Ohio, as ilhas Lake Erie e Point Pelee. A ilha Pelee tem, durante muitos anos, acolhido uma caça ao faisão que atrai caçadores do Canadá, Estados Unidos e de muitos outros países. A caça ao faisão traz dólares turísticos para Pelee numa altura do ano em que praticamente não existem outras atividades disponíveis, gerando assim receitas importantes na época baixa.